# Subdivisions de Mordovie
1. raïon d'Ardatov
2. raïon d'Atiourevo
3. raïon d'Atiachevo
4. raïon de Bolchie Berezniki
5. raïon de Bolchoie Ignatovo
6. raïon de Doubenki
7. raïon d'Yelniki
8. raïon de Zoubova Poliana
9. raïon d'Insar
10. raïon d'Itchalkov
11. raïon de Kadochkino
12. raïon de Kovylkino
13. raïon de Kotchkourovo
14. raïon de Krasnoslobodsk
15. raïon de Liambir
16. raïon de Rouzaïevo
17. raïon de Romodanovo
18. raïon de Staroie Chaïgovo
19. raïon de Temnikov
20. raïon de Tengouchevo
21. raïon de Torbéievo
22. raïon de Tchamzinka

Découpage administratif de la Mordovie :
Saransk (en rouge).

Cet article recense les subdivisions de la république de Mordovie, en Russie.

## Statistiques
En 2011, la Mordovie comptait les subdivisions suivantes :
- Raïons : 22
- Cités et villes : 7[2]
- Communes urbaines : 14
- Selsoviets : 359

## Subdivisions

### Raïons ruraux
Le tableau suivant recense les 22 raïons de Mordovie :